# Дархан (Туркестанская область)
Дархан (каз. Дархан, до 1993 г. — Красино) — село в Сарыагашском районе Туркестанской области Казахстана. Входит в состав Куркелесского аульного округа. Код КАТО — 515465380.

## Население
В 1999 году население села составляло 1427 человек (704 мужчины и 723 женщины). По данным переписи 2009 года, в селе проживало 1975 человек (958 мужчин и 1017 женщин).